# Le Thoronet
Le Thoronet é uma comuna francesa na região administrativa da Provença-Alpes-Costa Azul, no departamento de Var. Estende-se por uma área de 37,53 km², com 1952 	 habitantes, segundo os censos de 2005, com uma densidade de 52 hab/km².